# Kettinglijn (wiskunde)

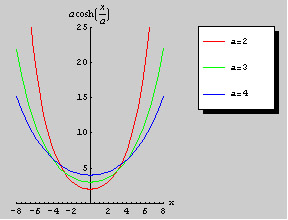
Kettinglijnen

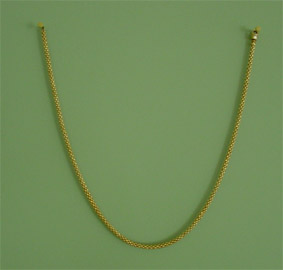
Vrij hangende halsketting

Een kettinglijn (Latijn: catena, ketting) is een wiskundige kromme die de vorm beschrijft van een, onder invloed van zijn gewicht, in evenwicht hangende, dunne, homogene draad (koord of ketting) – die volkomen buigzaam en onuitrekbaar verondersteld wordt. In een dergelijke ideale lijn treden alleen trekkrachten op.
In de statica der draden bewijst men dat een kettinglijn een vlakke kromme is die, indien men het assenstelsel zo kiest dat de y-as evenwijdig aan de richting van de zwaartekracht, voorgesteld kan worden door:
{\displaystyle y=a\,\cosh {\frac {x}{a}}}
Daarin is 'cosh' de cosinus hyperbolicus en a een parameter die de kromtestraal in het laagste punt voorstelt.
Voorbeelden van een kettinglijn zijn:
- een lege waslijn
- een hoogspanningslijn tussen twee masten
- een ketting naar het anker van een schip

## Afleiding
De vorm van een  kettinglijn is zodanig dat de potentiële energie van de ketting – ten gevolge van de zwaartekracht – minimaal is. De bijdrage aan de potentiële energie van een (infinitesimaal) stukje van de ketting, met lengte {\displaystyle \mathrm {d} s}, is evenredig met de hoogte {\displaystyle y}. Er geldt:
{\displaystyle \mathrm {d} s={\sqrt {1+y'^{2}}}\,\mathrm {d} x}
met {\displaystyle y'} de afgeleide van {\displaystyle y} naar {\displaystyle x}. Integratie over de hele kettinglijn levert, voor de totale potentiële energie {\displaystyle V}:
{\displaystyle V=\mu \,g\int y\,\mathrm {d} s=\mu \,g\int y{\sqrt {1+y'^{2}}}\,\mathrm {d} x}
waarin {\displaystyle \mu } de massa per lengte-eenheid is en {\displaystyle g} de zwaartekrachtsversnelling.
Voor de kettinglijn is deze energie minimaal. Stelt men:
{\displaystyle h=y{\sqrt {1+y'^{2}}}}
dan worden volgens de variatierekening de stationaire punten van de integraal 
{\displaystyle \int h\,\mathrm {d} x}
gekenmerkt door:
{\displaystyle {\frac {\partial h}{\partial y}}-{\frac {\mathrm {d} }{\mathrm {d} x}}{\frac {\partial h}{\partial y'}}=0}
Invullen levert:
{\displaystyle {\sqrt {1+y'^{2}}}-{\frac {\mathrm {d} }{\mathrm {d} x}}{\frac {yy'}{\sqrt {1+y'^{2}}}}=0}
Na enig rechttoe-rechtaanrekenwerk resulteert dit in de differentiaalvergelijking:
{\displaystyle 1+y'^{2}-yy''=0}
Invullen van de formule voor de kettinglijn laat zien dat deze hiervan de oplossing is.

## Geschiedenis van de kettinglijn

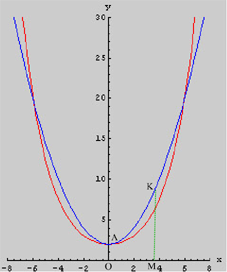
Vergelijking van parabool (blauw) met kettinglijn (rood)

Galileo Galilei dacht dat dergelijke draden in het zwaartekrachtveld parabolen moesten zijn, maar Joachim Jungius (1587-1657) toonde in de in 1669 gepubliceerde heruitgave van zijn Geometrica empirica aan dat dit niet juist was. Christiaan Huygens toonde in 1646 op grond van meetkundige overwegingen eveneens aan dat ze geen parabolen konden zijn.
De afbeelding hiernaast laat het verschil zien tussen het verloop van de kettinglijn (rode kromme) met vergelijking: {\displaystyle y=2\cosh {\frac {x}{2}}} en het verloop van een benaderende parabool (blauwe kromme) met vergelijking: {\displaystyle y=2+{\frac {x^{2}}{2}}}.
Men ziet dat de kettinglijn steiler verloopt dan de parabool, wat duidelijk merkbaar is bij grotere {\displaystyle x}-waarden (in dit geval bij waarden van {\displaystyle x} groter dan ± 5,96).

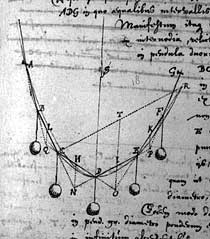
Manuscript van Huygens

Huygens stelde zich het koord of de ketting voor als een serie gewichten aan een gewichtsloos koord (volgende afbeelding). Dat is natuurlijk een benadering. Die benadering wordt beter naarmate er meer gewichten op kortere onderlinge afstand zijn. In de natuurkunde zegt men dan dat het koord een homogene massaverdeling heeft. In het limietgeval komt deze benadering overeen met de exacte oplossing. Dit soort limietproblemen wordt behandeld in de differentiaal- en integraalrekening. Deze theorie werd ontwikkeld door Newton (ca. 1667) en Leibniz (ca. 1675). Huygens heeft deze nieuwe methoden op het eind van zijn leven leren kennen. Hij kon er nooit goed mee overweg, want hij had intussen eigen meetkundige methoden ontwikkeld. Die waren ingewikkelder dan de nieuwe, maar dankzij zijn wiskundige virtuositeit kwam hij er bijna even ver mee als Leibniz en Newton.
In een brief aan Leibniz in november 1690 gebruikte Huygens de benaming "catenaria".
In 1691-1693 werd Huygens nogmaals geconfronteerd met de kettinglijn. Jakob Bernoulli had namelijk in de Acta Eruditorum aan de geleerde wereld de vraag voorgelegd, wat dan wél de vorm van een hangende ketting is als het, zoals Huygens had bewezen, geen parabool is. Leibniz en Jakobs broer Johann losten het probleem op met de nieuwe methoden; Huygens vond met zijn eigen meetkundige methoden een gelijkwaardige oplossing.
Hoewel de drie oplossingen verschillen van vorm, zijn ze alle equivalent met de kettinglijnformule 
{\displaystyle y={\tfrac {a}{2}}(e^{x/a}+e^{-x/a})}
In 1697 publiceerde David Gregory, hoogleraar wiskunde in Oxford, een verhandeling over de eigenschappen van de kettinglijn, waarin hij ook aangaf dat de omgekeerde kettinglijn de beste figuur is voor de constructie van een ondersteunende boog of brug.

## Eigenschappen van de kettinglijn

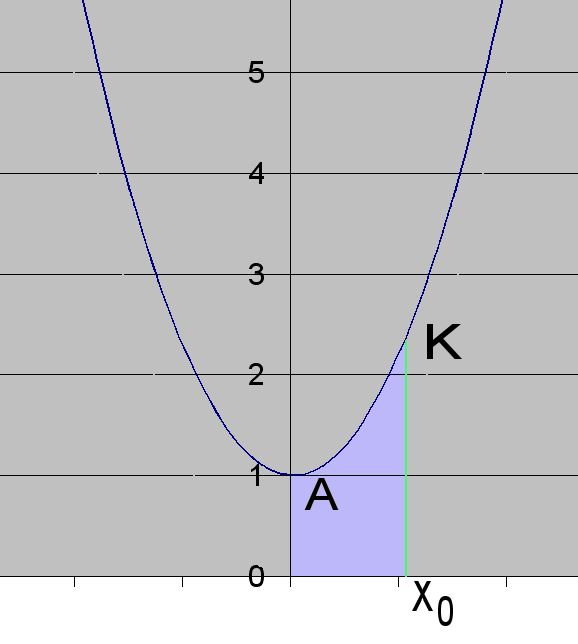
Booglengte en oppervlakte

Als een parabool zonder glijden langs een rechte lijn rolt, beschrijft zijn brandpunt een kettinglijn

- De vergelijking voor de kettinglijn kan ook geschreven worden als: {\displaystyle {\frac {y}{a}}=\cosh {\frac {x}{a}}}. Daaruit blijkt dat de parameter {\displaystyle a} een schaalparameter is en alle kettinglijnen dus gelijkvormig zijn.
- Als gevolg van de gelijkvormigheid zijn de kettinglijnen van de schaar met vergelijking {\displaystyle y=a\cosh {\tfrac {x}{a}}}, met {\displaystyle a} als parameter, door een homothetie met elkaar verbonden. De omhullende bestaat bijgevolg uit twee rechten door de oorsprong, die dus raken aan alle kettinglijnen van de schaar.
- De lengte {\displaystyle L} van de boog AK tussen het laagste punt A en het punt K met abscis {\displaystyle x_{0}} (zie afbeelding) is gelijk aan:

{\displaystyle L=\int _{0}^{x_{0}}{\sqrt {1+y'^{2}}}\,\mathrm {d} x=a\sinh {\frac {x_{0}}{a}}}
- De oppervlakte {\displaystyle S} van het gebied OAK{\displaystyle {\text{OAK}}x_{0}} (zie afbeelding), tussen de kettinglijn en de x-as, is gelijk aan:

{\displaystyle S=\int _{0}^{x_{0}}a\cosh {\frac {x}{a}}\,\mathrm {d} x=a^{2}\sinh {\frac {x_{0}}{a}}=aL}
- De kromtestraal {\displaystyle \rho } in een punt van de kettinglijn wordt gegeven door:

{\displaystyle \rho =\left|{\frac {(1+y'^{2})^{\frac {3}{2}}}{y''}}\right|=a\cosh ^{2}{\frac {x}{a}}={\frac {y^{2}}{a}}=a+{\frac {L^{2}}{a}}}
- Parametervergelijking van de kettinglijn, met parameter {\displaystyle t>0}:

{\displaystyle x=a\,\ln t}
{\displaystyle y={\frac {a}{2}}\left(t+{\frac {1}{t}}\right)}
- Genererende kromme:

Als een parabool zonder glijden langs een rechte lijn rolt, beschrijft zijn brandpunt een kettinglijn. (zie hiernaast)
- De omhullende van de normalen van een tractrix, ofwel de evolute van de tractrix, is een kettinglijn.

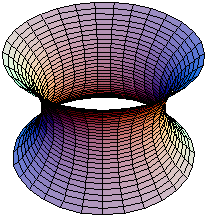
Catenoïde

### Catenoïde
Als men een kettinglijn laat wentelen om de x-as, ontstaat een omwentelingsvlak dat catenoïde genoemd wordt. Euler, die dit oppervlak in 1744 voor het eerst beschreef, bewees toen al dat het een minimaaloppervlak is. Het is het enige omwentelingsvlak waarvoor dit geldt.

## Toepassing van de kettinglijn in de architectuur

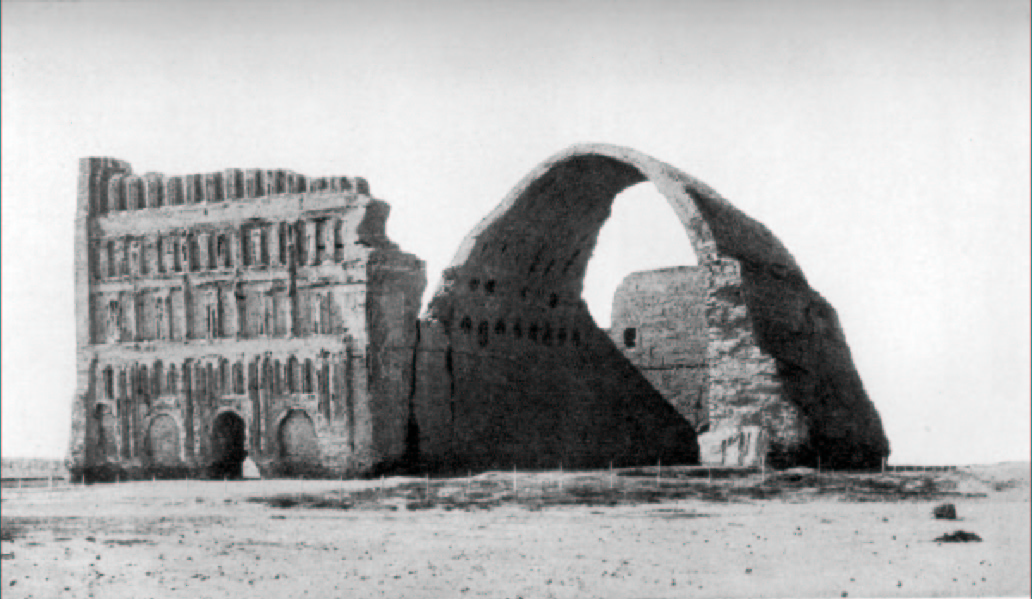
Paleis in Ctesiphon.

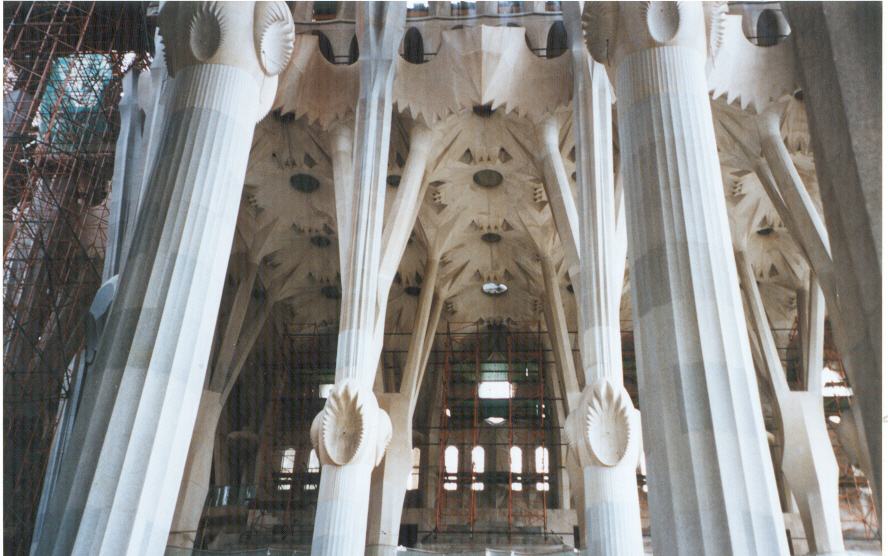
De pilaren in de Sagrada Família volgen een kettinglijn

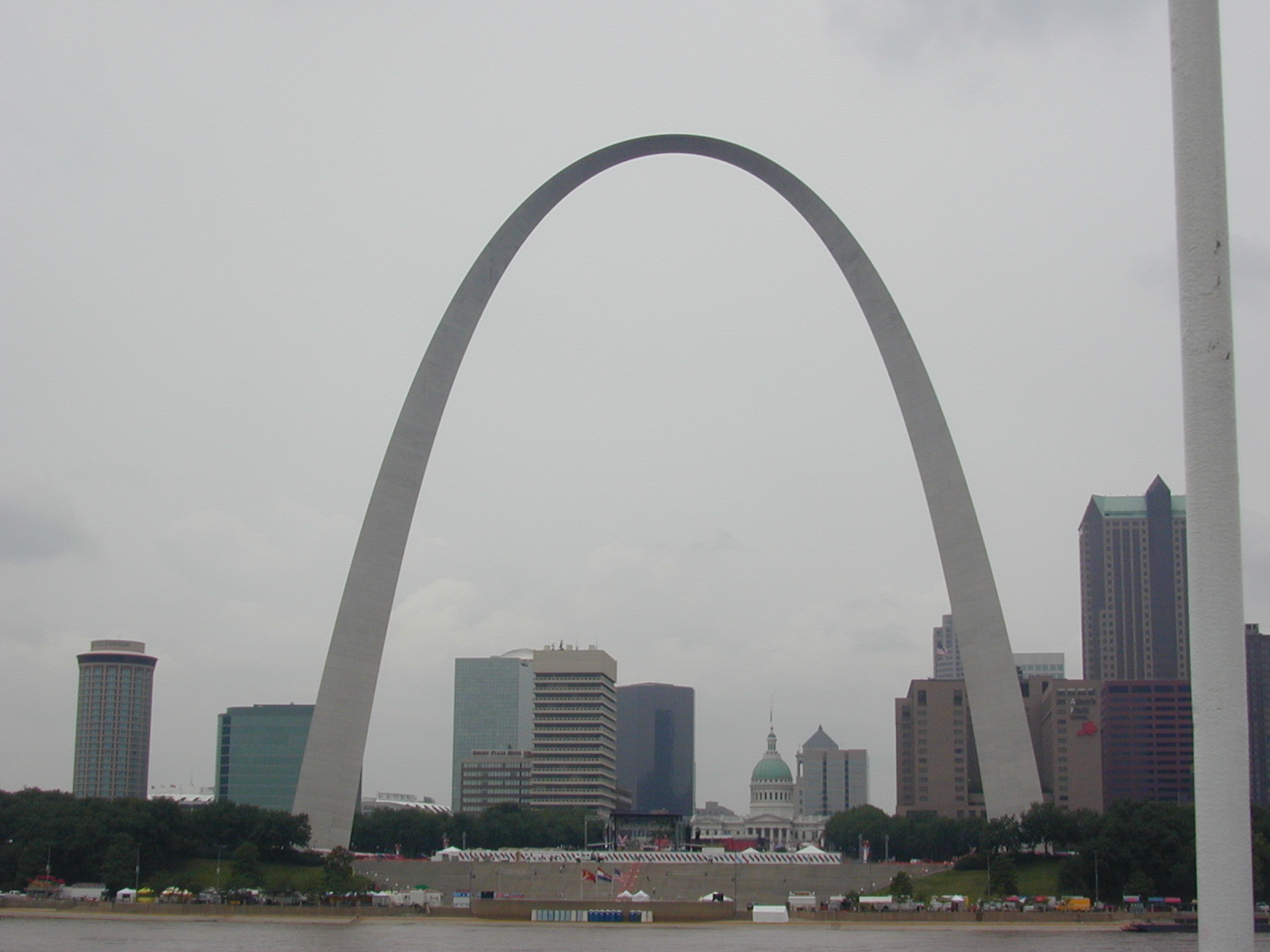
Gateway Arch

De kettinglijn heeft een bekende toepassing in de architectuur, waar men gebruikmaakt van de zogenaamde kettinglijntheorie. Deze stelt dat een boog het sterkst is, wanneer hij gebouwd wordt als een omgekeerde ‘hangende ketting’. Het idee hierachter is de volgende: in een hangend touwtje bestaan alleen trekkrachten, in de richting van het touw. Keert men die kromme om, dan zullen in de boog alleen drukkrachten bestaan. Bij bogen die niet de kettinglijn als vorm hebben, bestaan er naast die drukkrachten ook buitenwaarts gerichte krachten, die ervoor kunnen zorgen dat de boog naar buiten plooit en mettertijd scheurt. (Zie ook centrale kern en druklijn.)
Een van de oudste constructies waarin dit principe blijkbaar gebruikt werd, dateert uit de 3de eeuw: ten zuiden van het huidige Bagdad vindt men restanten van wat ooit een indrukwekkend paleis was in de toenmalige stad Ctesiphon. Opvallend daarbij is de overdekte hal, die meer dan 25 meter breed is en ongeveer 50 meter lang. De vorm van de boog is een bijna perfecte kettinglijn, wat meteen een verklaring kan zijn voor het feit dat hij nog steeds overeind staat.
De Engelse Christopher Wren gebruikte ook de kettinglijntheorie bij de bouw van de koepel van St Pauls Cathedral (Londen, eind 17de eeuw). De tussenkoepel heeft de vorm van een kettinglijn en draagt de 850 ton zware ‘lantaarn’ boven op de kathedraal.
Antoni Gaudí gebruikte de kettinglijn o.a. in zijn ontwerp van de Sagrada Família in Barcelona. In het museum naast de kerk is te zien hoe hij zijn constructies ondersteboven ontwierp door daadwerkelijk touwconstructies als model op te hangen en die zelfs te verfijnen door de beoogde toevoegingen (topkruis) als gewichten daarin aan te brengen.
Ook recentere bouwsels maken er gebruik van, zoals de 192 m hoge Gateway Arch van architect Eero Saarinen in St.Louis in de Verenigde Staten. Met een parameterwaarde {\displaystyle a=38{,}92} m zijn de breedte en hoogte aan elkaar gelijk. Als een assenstelsel wordt gedacht met oorsprong in de top van de boog en met de y-as naar beneden, is de vergelijking van de centrale lijn gegeven door:
{\displaystyle y=38{,}92\cdot \left(\cosh \left({\frac {x}{38{,}92}}\right)-1\right)}